# Платтен (Витлих)
Платтен (нем. Platten) — община в Германии, в земле Рейнланд-Пфальц.
Входит в состав района Бернкастель-Витлих. Подчиняется управлению Виттлих-Ланд. Население составляет 885 человек (на 31 декабря 2010 года). Занимает площадь 6,63 км².